# Lucmarinjak
Koordinati:   43°41′02″N, 15°29′04″E
Lucmarinjak je majhen nenaseljen otoček v Jadranskem morju, ki pripada Hrvaški
Otoček leži v Narodnem parku Kornati okoli 1 km južno od Kurbe Vele. Površina obale meri 0,101 km², dolžina obalnega pasu pa je 1,26 km. Najvišji vrh je visok 45 mnm.